# تاریخ دندان‌پزشکی

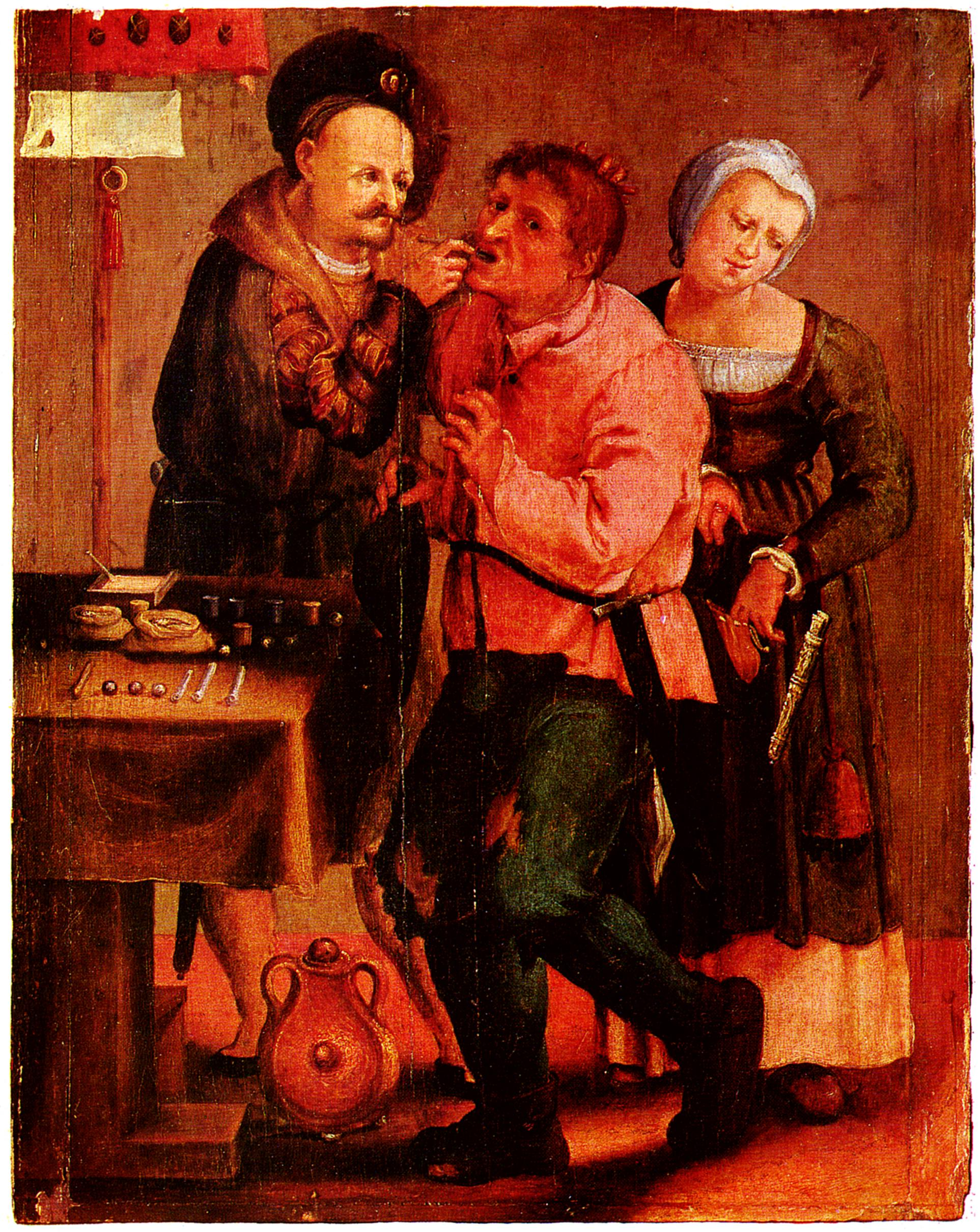
کشاورز در دندانپزشکی؛ اثری از یوهان لیس

قدمت دانش دندان‌پزشکی را می‌توان به هزاران سال قبل مربوط دانست و بنظر می‌رسد که همیاری و مبادلهٔ علمی در این زمینه در طی قرن‌های متمادی و در ارتباط با فرهنگ‌ها و تمدن‌های مختلف جهان به شکل‌گیری آنچه که امروزه از آن به عنوان دانش دندانپزشکی نام می‌بریم؛ انجامیده‌است.

## دندانپزشکی در تمدن دره سند
شواهد بدست آمده از تمدن دره سند، حکایت از آن دارند که در این تمدن در حدود ۷۰۰۰ سال قبل از میلاد مسیح برخی از اعمال دندانپزشکی به انجام می‌رسیده‌است. این مورد که شاید بتوان آن را بدوی‌ترین شکل دندانپزشکی دانست، شامل درمان مشکلات دندان و اختلالات مرتبط با آن بوده و طی آن صنعتگرانی ماهر در زمینهٔ تراش مُهره؛ با استفاده از متّه‌هایی خمیده بر روی دندان نیز اعمالی را انجام می‌داده‌اند. بازسازی این شیوهٔ باستانی دندانپزشکی نشان از این دارد که روش به کار گرفته شده توسط این صنعتگران، روش قابل اعتماد و مؤثری بوده‌است.

## قدمت باورهای مربوط به کرم خوردگی دندان
یک متن سومری مربوط به ۵۰۰۰ سال قبل از میلاد، از «کرم دندان» به عنوان علت پوسیدگی دندان یاد کرده‌است. همچنین شواهدی از این باور (مبنی بر مؤثر بودن کرم در پوسیدگی دندان) در تمدن‌های باستانی هند، مصر، ژاپن، و چین نیز یافت شده‌است. افسانهٔ مربوط به این کرم را در نوشته‌های هومر نیز می‌توان یافت، و حتی در اواخر قرن چهاردهم میلادی، جراحی به نام گای د شالیاک هنوز به ترویج این باور که کرم‌ها باعث پوسیدگی دندان هستند، مشغول بود.

## دندانپزشکی در بین النهرین باستان
در پاپیروس ادوین اسمیت، که گرچه در قرن هفدهم پیش از میلاد نوشته شده‌است اما ممکن است منعکس کنندهٔ برخی نسخه‌های خطی قبل از خود، که قدمت آن‌ها به حدود ۳۰۰۰ سال پیش از میلاد می‌رسیده‌است، باشد، از درمان بیماری‌های مختلف دندان صحبت شده‌است. همچنین در قرن هجدهم پیش از میلاد، در قوانین حمورابی به کشیدن (لابد خشونت آمیز!) دو دندان به عنوان نوعی مجازات مجرمین اشاره شده‌است. بررسی‌های به عمل آمده بر روی برخی از بقایای بازمانده از مصریان باستان و همینطور یونانی- رومی‌های اعصار کهن، نشان از تلاش‌های اولیه آنان در جهت انجام پروتزهای دندان و جراحی آن دارد.

## دندانپزشکی در یونان باستان
در نوشته‌های بقراط و ارسطو از دانشمندان یونان باستان نیز به مطالبی در مورد دندانپزشکی برمی خوریم، از جمله در این نوشته‌ها به الگوی روییدن و درآمدنِ دندان، درمان دندان‌های فاسد و علاج بیماری‌های لثه و همینطور کشیدن و خارج ساختن دندان بوسیلهٔ ایزار مخصوص (فورسپس)، و نیز به استفاده از سیم برای استحکام بخشیدن به دندان‌های شل و ایجاد ثبات در فک شکسته اشاره شده‌است. برخی معتقدند که نخستین شکل استفاده از ابزارآلات و بریج (پُل) دندانپزشکی از اتروسکان‌ها که در حدود ۷۰۰ سال قبل از میلاد می‌زیسته اند؛ منشاء گرفته‌است.

## دندانپزشکی در مصر باستان
پژوهش‌های بیشتر حکایت از آن دارند که در حدود ۳۰۰۰ سال پیش از میلاد، در مصر باستان، هسی-ری نخستین فردی است که به نوعی از وی با عنوان «دندانپزشک» (بزرگترین فرد پردازنده به دندان) نام برده شده‌است. مصریان باستان بوسیلهٔ سیم‌های زرّین (طلایی)، بقایای بازمانده از دندان‌ها را به یکدیگر پیوند می‌دادند و از این اتصال به عنوان جایگزین دندان استفاده می‌کردند.
کورنلیوس سلسوس نویسنده رومی نیز که مطالبی در زمینه پزشکی دارد، در نوشته‌های خود به‌طور گسترده‌ای به بیماری‌های دهان و دندان و همچنین درمان‌های دندانپزشکی اشاره کرده و در این موارد از موادی همانند مرطوب کننده‌های حاوی مواد مخدر و مواد قابض به عنوان مواد پُرکاربرد یاد نموده‌است.

## دندانپزشکی در تاریخ چین
چینی‌ها دندان درد را «یاتونگی» نامیدند و درد دندان را بر اساس علت آن طبقه بندی می‌کردند. به طور میانگین، حدود 18 جوشانده گیاهی برای دندان درد در چین تهیه شده بود. مردم چین از قرص‌ها و دهانشویه‌های آن زمان برای تسکین دردشان استفاده می‌کردند. همچنین، یکی از روش‌های مهمی که مردم چین برای رفع درد دندان استفاده می‌کردند طب سوزنی بود.
در طب سوزنی چین باستان، 26 نقطه بدن برای تسکین درد دندان بود. همچنین، 6 نقطه بدن برای تسکین درد و بیماری‌های مربوط به لثه بود. هوانگ تی، اولین فرد چینی است که روی بیماری‌های دهان و دندان مطالعات گسترده‌ای داشته است. این دندانپزشک چینی توانست در سال‌های 2700 قبل از میلاد، روش‌های تشخیص و درمان بیماری‌های دهان را توسعه دهد.
هوانگ تی، بیماری های دهان را به سه دسته: چانگ یا پوسیدگی دندان، فونگ یا بیماری‌های التهابی و کان یا بیماری‌های مربوط به لثه تقسیم کرد. شواهد نشان می‌دهند که هوانگ تی اولین کسی بوده است که خلال دندان را معرفی کرد و از سیم برای تثبیت دندان‌ها استفاده می‌کرد.
برخی از درمان‌هایی که چینی‌های باستان برای بیماری‌های دندان از آن استفاده می‌کردند، شامل قرص‌های با ترکیبات سیر له شده، گیاهان دارویی، استخوان‌های حیوانات، فضولات و... بوده است.

## دندانپزشکی در ایران باستان
بوزید حنین فرزند اسحاق عبادی که یکی از دانش آموختگان و پرورش یافتگان دانشگاه جندی‌شاپور بود؛ کتابی با عنوان: مقاله فی حفظ الاسنان و استصلاحها نوشت که در آن به‌طور اختصاصی به دانش دندانپزشکی و به ویژه شاخه‌ای از آن که امروزه پریودنتولوژی نامیده می‌شود، پرداخت.
بخش نخست این کتاب به بهداشت بافت‌های نرم و سخت دهان پرداخته و به شیوه‌های گوناگون مراقبت از دندان‌ها و پایش آن‌ها اشاره دارد و از مواردی همچون تأثیرات انواع مواد غذایی و حتی زمان و نحوه مصرف آن‌ها بر سلامت دندان‌ها صحبت کرده‌است. چگونگی استفاده از مسواک و خلال دندان و همینطور طرز کاربرد دهان‌شویه‌ها و دندان‌شویه‌ها از دیگر موارد مورد بحث در بخش نخست کتاب اوست.
به لحاظ تاریخی، خارج نمودن و کشیدن دندان برای درمان بسیاری از بیماری‌ها مورد استفاده واقع شده‌است. در طول قرون وسطی و همینطور در سرتاسر قرن نوزدهم، دندانپزشکی به خودیِ خود، به صورتِ یک حرفهٔ مستقل شناخته نمی‌شد و اغلب درمان‌های دندانپزشکی توسط سلمانی‌ها (آرایشگران) یا پزشکان عمومی انجام می‌گرفت. به‌طور معمول، فعالیت سلمانی‌ها محدود به کشیدن و خارج ساختن دندان بود و در این ارتباط آن‌ها سعی می‌کردند تا درد و دیگر عوارض مرتبط با این فعالیت همچون عفونت مزمن دندان را کاهش بدهند.

## تحولات در ابزارهای دندانپزشکی
ابزارهای مورد استفاده برای کشیدنِ دندان قدمت چندین قرنه داشتند و برای قرن‌ها در این زمینه کاربرد داشتند. در قرن چهاردهم میلادی، گای د چالیاک، پلیکان دندان که ابزاری برای کشیدن دندان بود، اختراع کرد این ابزار که به منقار پلیکان (مرغ سقا) شباهت داشت، تا اواخر قرن هیجدهم میلادی مورد استفاده قرار می‌گرفت. در این زمان، ابزار دیگری موسوم به کلید دندانپزشکی (که لابد این یکی هم شبیه کلید بود)، جایگزین پلیکان شد. کلید دندانی نیز به نوبه خود کنار رفت، و جای خود را به فورسپس‌های مدرنی داد که در قرن بیستم متداول شدند..

## نخستین کتابهای دندانپزشکی
نخستین کتابی که صرفاً بر دندانپزشکی تمرکز کرده بود، کتابی بود که در سال ۱۵۳۰ میلادی توسط آرتزنی باچلین "Artzney Buchlein«نوشته شد. همچنین نخستین کتاب درسی دندان پزشکی که به زبان انگلیسی نوشته شد، کتابی به نام»اپراتور برای دندان» بود که توسط چارلز آلن در سال ۱۶۸۵ میلادی نگارش یافت. حدّ فاصل سال‌های ۱۶۵۰ و ۱۸۰۰ مصادف با سال‌هایی است که علم دندانپزشکی مدرن، توسعهٔ خود را آغاز نمود. در یکی از همین سال‌ها پزشک انگلیسی توماس براون در نوشتهٔ خود با عنوان «نامه‌ای به یک دوست» (انتشار در سال ۱۶۹۰ میلادی) که مشخصهٔ اصلی آن نوعی طنز در کلام او می‌باشد، به مشاهدات اولیهٔ خویش در ارتباط با دندانپزشکی چنین اشاره کرده‌است:
مومیایی‌های مصری را که من دیده‌ام، دهان‌های خود را باز کرده بودند و انگار در حال خمیازه کشیدن بودند، و گویی آفرودیت بدین گونه فرصت خوبی را برای مشاهده و بررسی دندان‌های آنها فراهم ساخته بود!. در حالی که یافتن دندانهای فاسد یا کج و کوله در حالت عادی آنقدرها هم راحت و آسان نبود: و به همین دلیل در مصر، جایی که در آن تجربه و تمرین جز از طریق انجام عمل، و شناخت بیماریها جز از طریق تجربهٔ منحصربه‌فرد شخصی انجام ناشدنی است، این باید یک تجربهٔ حرفه‌ای مفید به شمار آید که در حالی که در تجارب حرفه‌ای دیگر تنها باید به موارد محدودی همچون ترسیم شکل ظاهری دندان، و حداکثر اندکی بهتر از آن قناعت و بسنده نمود، امکان بررسی حتی در مورد دندانهای پادشاه پیرهوس، فراهم شود. اما باید گفت که دو دندان این پادشاه بر روی سر او قرار داشته‌است!!

## متداول شدن دندانپزشکی به شیوه امروز
گفته می‌شود که علم دندانپزشکی را آنگونه که ما امروز می‌شناسیم نخستین بار در قرن ۱۷ توسط یک پزشک فرانسوی به نام پیر فوشارد ابداع گردید، و از این جهت از وی با عنوان «پدر دندانپزشکی مدرن» یاد می‌شود. از بین شمار زیادی از پیشرفت‌هایی که وی برای این دانش به ارمغان آورد می‌توان به استفادهٔ گستردهٔ او از پروتز دندان، ارائهٔ معرفی مقدماتی از پر کردن دندان به عنوان یک شیوهٔ درمانی برای پوسیدگی دندان و بیان این نکتهٔ مهم که اسیدهای مشتق از موادّ قندی همچون اسید تارتاریک پوسیدگی دندان را به عهده دارند.

## شیادی در تاریخ دندانپزشکی
یک مشکل دیگر هم که همواره در تاریخ دندانپزشکی، متداول بوده، رواج برخی تقلبات و حُقّه بازی‌ها و شیادی‌ها در این حرفه از طرف افراد غیر متخصص بوده‌است.

## نگارخانه

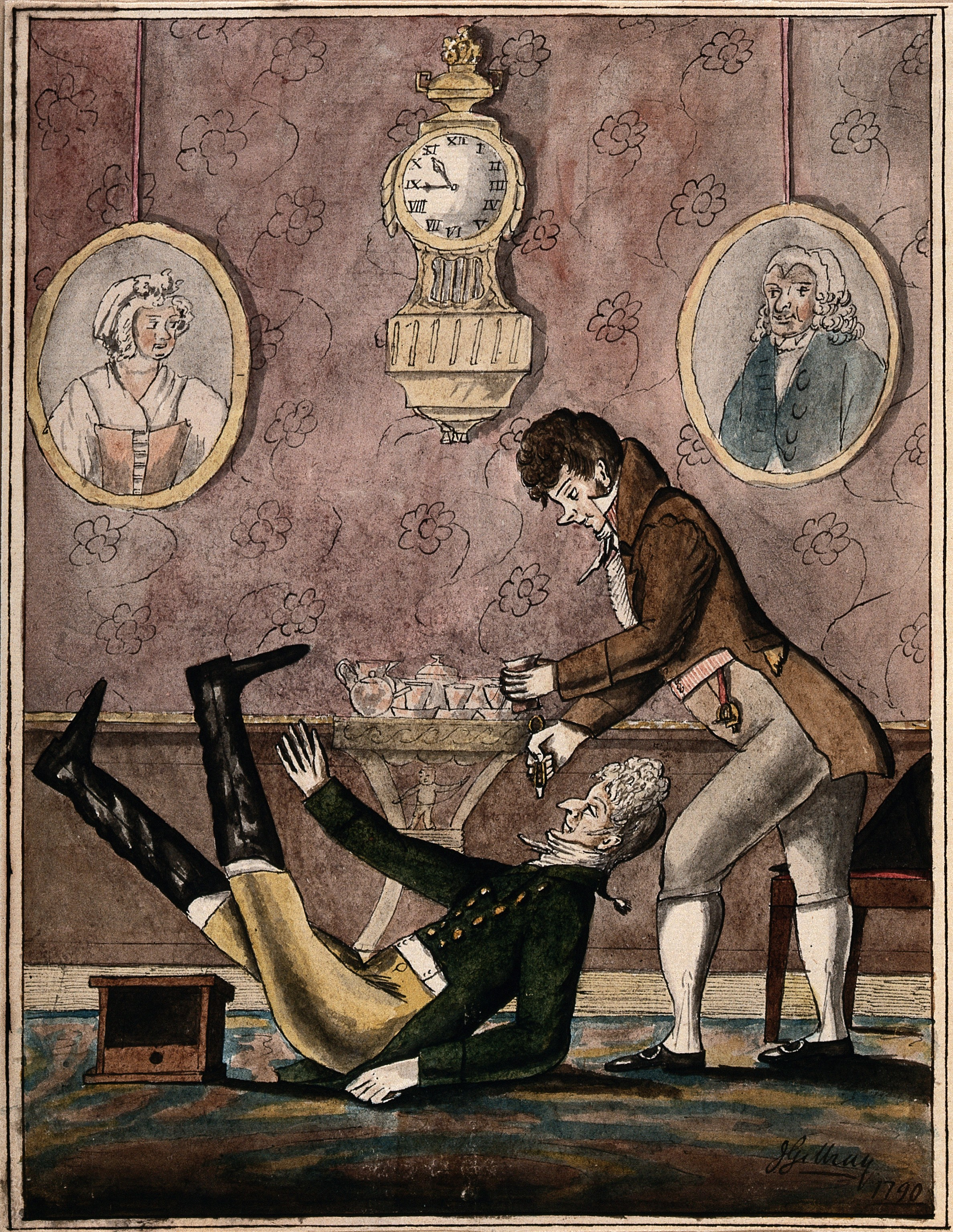
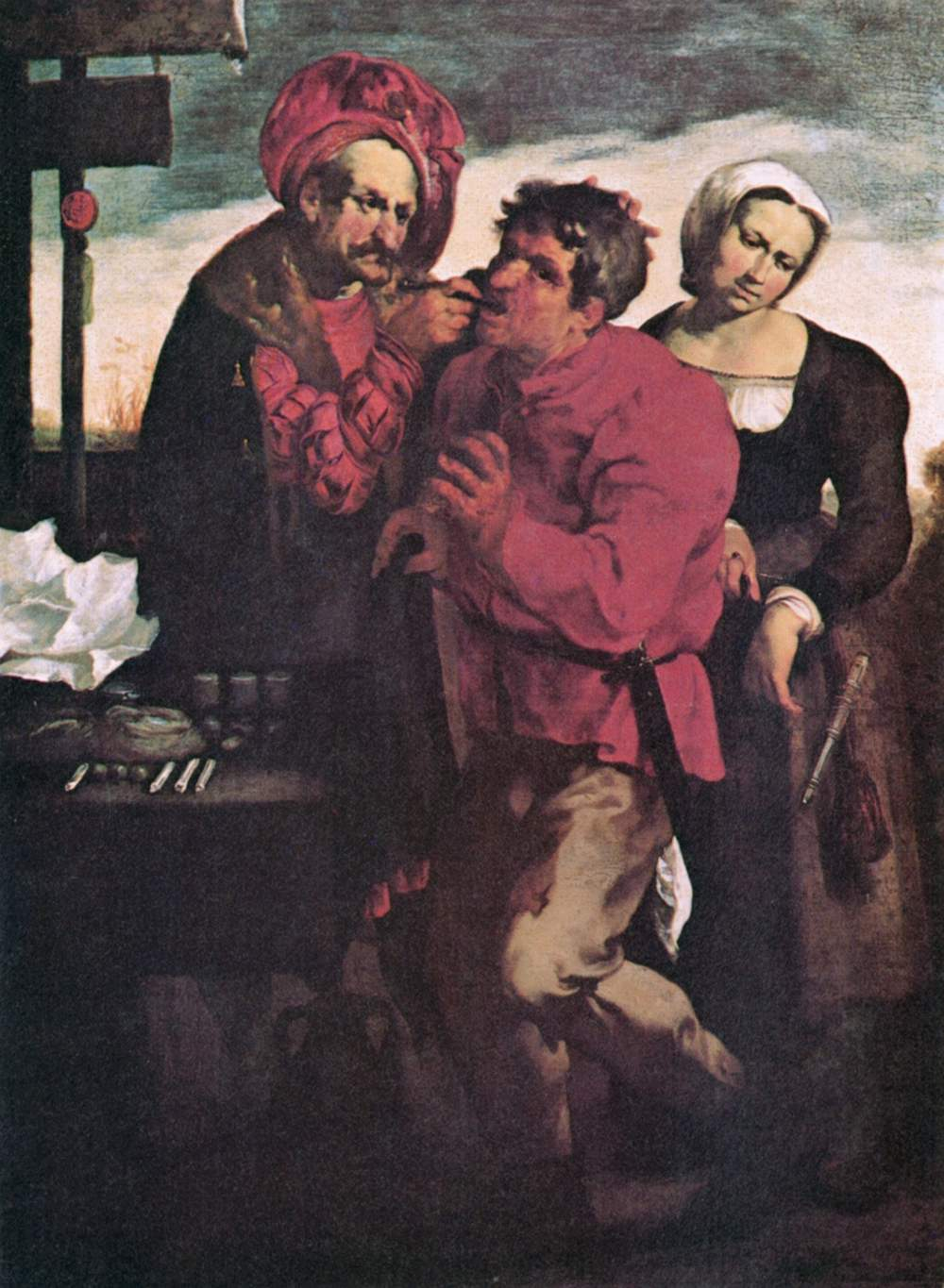
کشاورز در دندانپزشکی؛ اثری از یوهان لیس
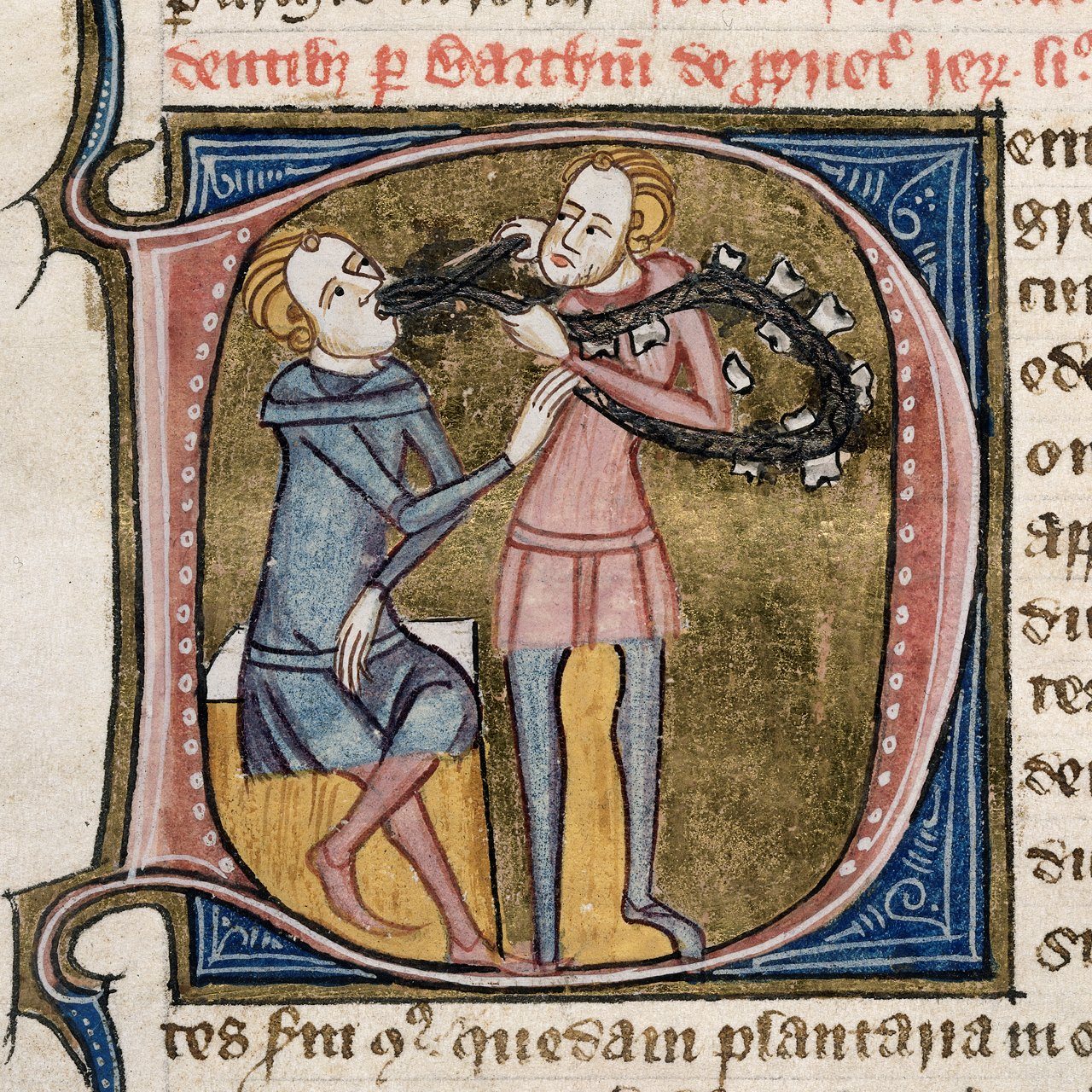
دندانپزشکی در قرون وسطی